# Our Lady Peace
Our Lady Peace, parfois appelé OLP,, est un groupe de rock canadien, originaire de Toronto, en Ontario. Le groupe est composé de Raine Maida (chant et guitare), Duncan Coutts (basse), Jeremy Taggart (batterie), et Steve Mazur (guitare). Ils comptent quatre Juno Awards et 10 Much Music Video Awards (dont le People's Choice Award). Ils ont été rejoints par un nouveau membre essentiellement pour les concerts, Joel Shearer (Pedestrian).

## Biographie

### Formation (1991–1993)

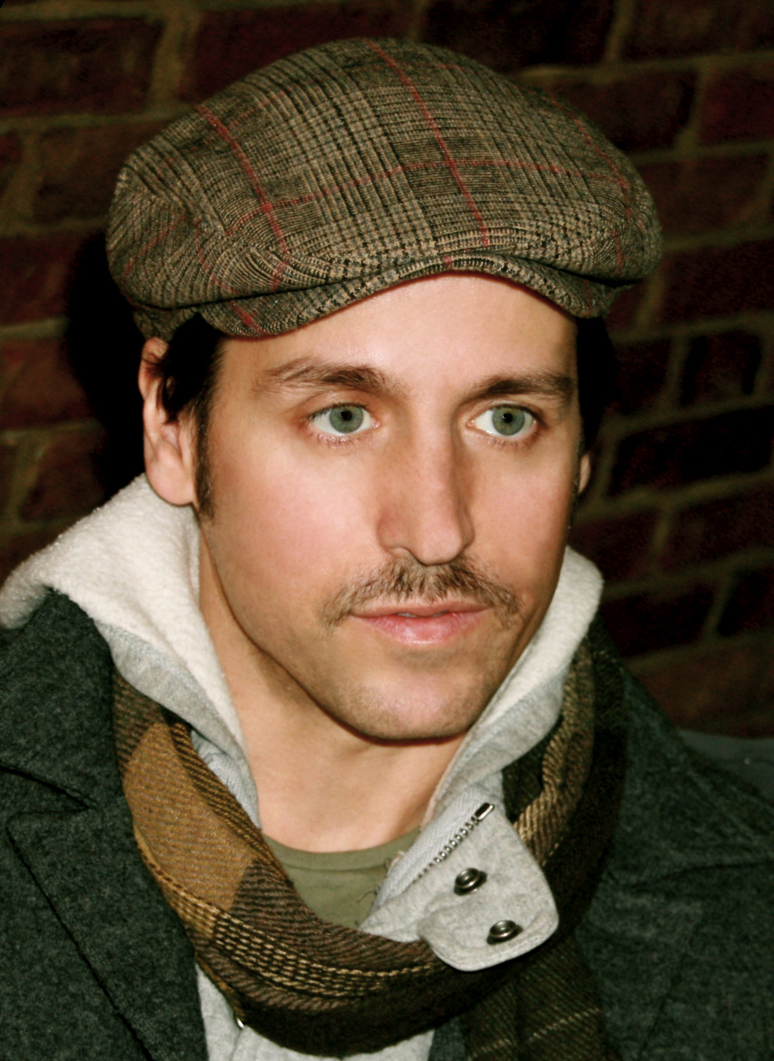
Raine Maida coformera le groupe avec Mike Turner en 1992.

À la fin 1991, le guitariste Mike Turner publie une petite annonce dans le journal torontois Now à la recherche de musiciens. Michael Maida, un étudiant en criminologie de l'Université de Toronto, est le premier à répondre. Les deux forment un groupe appelé As If, invitant Jim Newell à la batterie et l'ami de Turner, Paul Martin, à la basse. Après plusieurs concerts à Oshawa, jouant des reprises et chansons originales, Martin les quitte peu de temps après, et le groupe publie une annonce pour un nouveau bassiste. Chris Eacrett, un étudiant en affaire à l'Université de Ryerson, y répond et accepte de passer une audition. À cette période, Turner et Maida font la rencontre du producteur Arnold Lanni, dirigeant des Arnyard Studios. Lui et le groupe s'associent pour enregistrer de nouvelles chansons sous le nom de As If.
Puis ils changent de nom pour Our Lady Peace, d'après le poème de Mark Van Doren. Sous les conseils du producteur Lanni et de son équipe de management, le groupe joue à l'est de l'Ontario et à Montréal avec The Tea Party. C'est ici que Maida utilise pour la première fois le surnom de Raine, pour éviter toute confusion entre les deux Mike au sein du groupe. Depuis, il l'utilisera constamment.
Un clip indépendant est tourné et publié pour la chanson Out of Here en février 1992 par Sam Siciliano, un étudiant d'art cinématographique, avec l'aide de Turner. La vidéo est diffusée sur MuchMusic dans Indie. Après leur retour aux Arnyard Studios pour enregistrer d'autres chansons, le batteur Jim Newell quitte le groupe, et est remplacé en session par John Bouvette. Avec les managers Rob Lanni et Eric Lawrence de Coalition Entertainment représentant le groupe, quelques showcases sont arrangés avec Warner Music Canada, EMI Canada, et Sony Music Canada. Le directeur A&R de Sony Music Canada, Richard Zuckerman, trouvera du potentiel au groupe et en ses managers. Le groupe signe avec Sony Music Canada en avril 1993, et commence à écrire un premier album.  cette période, le groupe recrute Jeremy Taggart à la batterie.

### Premiers succès (1994–2000)

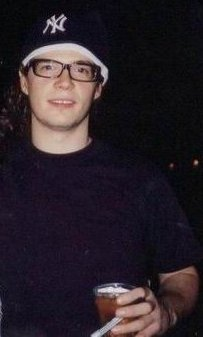
Jeremy Taggart se joint comme batteur en avril 1993.

Après avoir écrit pendant un an ou plus, OLP publie son premier album, Naveed, en mars 1994 chez Sony Music Canada. Après la sortie de l'album, le groupe tourne au Canada avec I Mother Earth et 54-40. Naveed est ensuite publié aux États-Unis en mars 1995 par le label indépendant de Sony Music, Relativity Records, après lequel le groupe ouvre pour Van Halen à leur tournée Balance et pour Page and Plant. La tournée en soutien à leur album se termine en 1996 avec Alanis Morissette. La chanson-titre de l'album, Naveed, est un succès au Canada, et Starseed atteint les classements américains. Starseed sera aussi ajouté à la bande-son du film Armageddon.
Au début de 1997, Our Lady Peace accepte une proposition de signature de Columbia Records, lui permettant d'étendre ses horizons avec Sony Music. Après la tournée en soutien de Naveed, le groupe se consacre à son deuxième album. Pendant l'écriture de ce dernier, le bassiste Chris Eacrett quitte le groupe à cause de divergences musicales. Duncan Coutts, étudiant du Ridley College et ancien camarade de Raine Maida, les rejoint comme bassiste. Duncan Coutts et Mike Turner étudiaient ensemble à l'Universit of Western Ontario et vivait à Saugeen–Maitland Hall. Le deuxième album d'Our Lady Peace, Clumsy, est publié en janvier 1997. Les singles Superman's Dead et Clumsy son très popularisés au Canada. Clumsy fait d'Our Lady Peace le nouveau groupe meneur de la scène rock canadienne. La couverture de l'album s'inspire d'une chanson perdue intitulée Trapeze, qui devait être le titre de l'album. En février 2001, Clumsy sera certifié disque de diamant au Canada. Après la sortie de l'album, le groupe fonde le festival Summersault qui tourne à travers le Canada en 1998 puis en 2000, avec des changements de formations qui comprennent Foo Fighters, A Perfect Circle et The Smashing Pumpkins.
En 1999, le groupe culmine à un million d'exemplaires vendus de leurs deux premiers albums. Cette année sort leur troisième album, intitulé Happiness... Is Not a Fish That You Can Catch. L'album comprend les hits Thief, une chanson parlant d'une jeune fille nommée Mina Kim que le groupe avait rencontré et qui souffrait d'un cancer, et One Man Army et Is Anybody Home?. Le légendaire batteur de jazz Elvin Jones participe à la chanson Stealing Babies. Le multi-instrumentaliste Jamie Edwards est recruté en 1996 pour les sessions de l'album et restera membre non officiel du groupe jusqu'en 2001 avant de les rejoindre officiellement pour l'enregistrement de l'album Gravity. Peu après la fin des enregistrements, Jamie quitte le groupe, jouant brièvement à la tournée Gravity. Le groupe joue aussi un set de onze minutes au Woodstock 1999.
En 2000, le groupe publie Spiritual Machines, un album concept inspiré de l'ouvrage The Age of Spiritual Machines de Ray Kurzweil. Pendant l'enregistrement de l'album, le batteur Jeremy Taggart est écarté à cause d'une blessure à la jambe ; Matt Cameron, batteur de Pearl Jam, puis de Soundgarden, participe à Right Behind You (Mafia) et Are You Sad?. L'album comprend les singles In Repair, Life et Right Behind You (Mafia). Life est aussi incluse dans la bande-son du film canadien Men with Brooms. Spiritual Machines est moins bien accueilli que ses prédécesseurs.

### Changements stylistiques et de formation (2001–2005)
Au début des années 2000, le groupe n'en finit plus avec la célébrité et devient saturé avec les nombreux passages de leurs chansons à la radio ; ils finissent par se séparer après la tournée Spiritual Machines,.
En décembre 2001, après avoir renvoyé le producteur Arnold Lanni, le groupe fait la rencontre du nouveau producteur Bob Rock, avec qui ils démarrent un cinquième album. Le mois suivant, le guitariste Mike Turner quitte le groupe,,, ou est forcé de partir, critiqué par les autres membres à cause de son manque d'attractivité à la guitare. Said Maida s'explique concernant le départ de Turner : « Pendant les deux derniers CD, o ncherchait un nouveau guitariste avec une voix forte et Mike (Turner) n'était pas ce genre de guitariste. » Turner formera plus tard le groupe Fair Ground avec le guitariste de Harem Scarem, Pete Lesperance, et se joindra au groupe Crash Karma. La dernière performance de Turner avec le groupe se fait au Music Without Borders au Air Canada Centre le 21 octobre 2001.
Dans les mois qui suivent le cinquième album, Gravity, est terminé et publié. L'album est accueilli d'une manière mitigée, les fans et la presse spécialisée fustigeant un changement de style musical qu itire plus vers le grand public et à cause d'un manque de créativité. La signature vocale nasale en falsetto de Maida est absente de l'album.
En août 2005, le groupe publie son sixième album  Healthy in Paranoid Times, qui comprend les chansons Angels/Losing/Sleep, Will the Future Blame Us, et Where Are You? Peu après l'enregistrement de l'album, le groupe se sépare. D'après le magazine Rolling Stone, cela aurait pris 1 165 jours pour le créer, et ses douze chansons ont été choisies parmi 45 chansons écrites et produites.
Sur le point de se séparer pendant l'enregistrement de Healthy in Paranoid Times, le groupe se met en pause avant l'enregistrement de l'album, Burn Burn, en juillet 2009,. En 2010, le groupe termine une tournée nord-américaine de Clumsy et l'album Spiritual Machines dans son intégralité puis commence à travailler sur un huitième album, Curve, qui est publié le 3 avril 2012,. Le premier single de Curve, Heavyweight, est publié le 20 décembre 2011.

### Pause etBurn Burn(2006–2009)

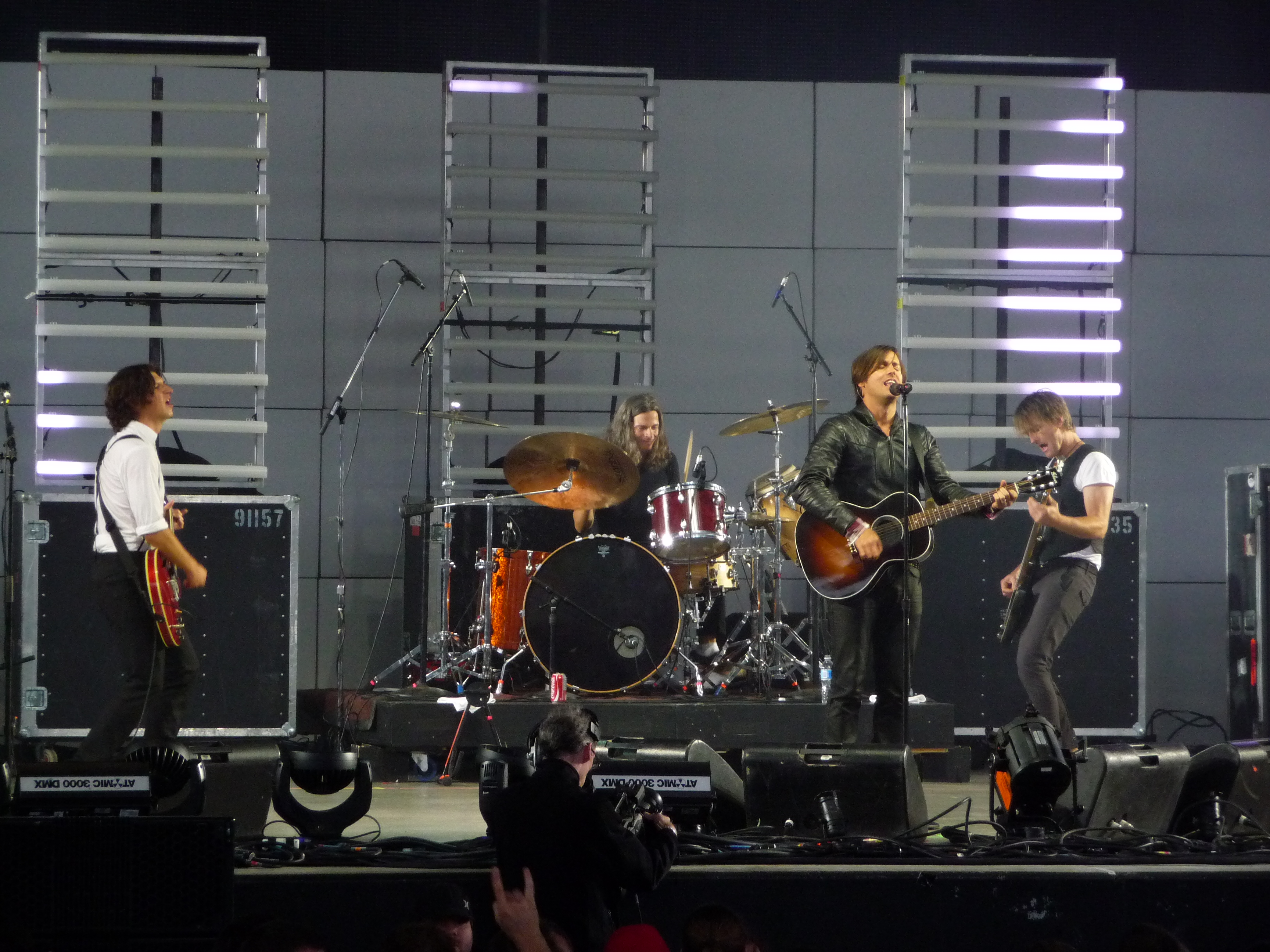
Our Lady Peace au Virgin Festival en août 2009.

En novembre 2006, Columbia Records publie une compilation intitulée A Decade après le départ du groupe du label. Elle comprend deux chansons inédites, Kiss on the Mouth et Better than Here. Le 31 mars 2009, Legacy Recordings publie la deuxième compilation d'OLP, The Very Best of Our Lady Peace. L'album comprend des singles à succès comme Naveed et Somewhere Out There, et des chansons moins connues comme Car Crash et Stealing Babies.
Après la sortie de leur compilation en 2006, A Decade, le groupe entre en pause après sa séparation avec Columbia Records. Raine Maida travaillera sur son premier album solo, The Hunters Lullaby, publié en 2007.
Le groupe se réunit et travaille sur l'album Burn Burn, leur septième album, en février 2007, qui est terminé en mars 2009. Raine Maida considère l'album « énorme » et de nouveau dans la lignée du rock album, un retour aux raines de leur premier album, Naveed, mais en « plus mûr ». Maida produira seul l'album. Il est publié le 21 juillet 2009 en Amérique du Nord, et accueilli de manière mitigée par la presse spécialisée, mais certifié disque d'or au Canada. Le groupe tourne en soutien à Burn Burn entre juillet et décembre 2009.

### Curve(2010–2012)

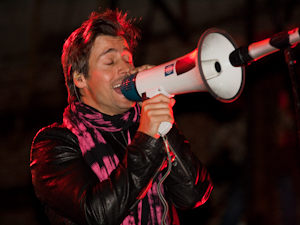
Maida pendant la tournée Clumsy et Spiritual Machines d'OLP.

En décembre 2009, le groupe annonce une tournée à laquelle ils joueront les albums Clumsy et Spiritual Machines dans leur intégralité, ainsi qu'une autre tournée entre mars et mai 2010. La tournée s'étend au Canada et dans quelques villes américaines.
Le huitième album d'Our Lady Peace, Curve, est produit à partir de janvier 2010 et publié le 3 avril 2012,,,. Le premier single de l'album, Heavyweight, est publié le 20 décembre 2011. En mars 2011, Raine Maida note qu'il a dû réapprendre à jouer Spiritual Machines et Clumsy en vue de leur tournée à venir. En 2012, le groupe publie la chanson Fight the Good Fight en réaction aux événements liés à Occupy Wall Street en Amérique du Nord à la fin de 2011. Elle apparait dans le coffret Occupy this Album.

### Neuvième album (depuis 2014)
Une tournée célébrant le vingtième anniversaire de la sortie de Naveed est annulée au début de 2014 à cause de « problèmes d'horaires ». 

## Membres

### Membres actuels
- Raine Maida – chant, guitare acoustique (depuis 1992)
- Duncan Coutts – basse, chœurs (depuis 1995)
- Steve Mazur – guitare solo, chœurs (depuis 2002)
- Jason Pierce – batterie, percussions (depuis 2016)

### Anciens membres
- Jeremy Taggart – batterie, percussions (1993–2014)
- Mike Turner – guitare solo, chœurs (1992–2001)
- Chris Eacrett – basse (1992–1995)
- Jim Newell – batterie (1992–1993)
- Paul Martin – basse (1992)

### Membres non officiels
- Jamie Edwards – guitare, claviers (1999-2002)
- Mike Eisenstein – guitare, claviers (2002-2003)
- Joel Shearer – guitare (2005-2006)
- Robin Hatch – claviers (2012–2016)
- Jason Pierce]– batterie, percussions (2014–2016)
- Jason Boesel – batterie sur Won't Turn Back (2014)[29]

## Discographie
- 1994 : Naveed (400 000 albums vendus au Canada)
- 1997 : Clumsy (1 000 000 albums aux É.-U. et 1 000 000 au Canada)
- 1999 : Happiness...Is Not a Fish That You Can Catch (300 000 albums au Canada)
- 2000 : Spiritual Machines (200 000 au Canada)
- 2002 : Gravity (200 000 au Canada, 600 000 aux É.-U.)
- 2003 : Live
- 2005 : Healthy in Paranoid Times
- 2006 : A Decade (Compilation contenant 2 inédits)
- 2009 : Burn Burn
- 2012 : Curve